# The Pebble and the Penguin
The Pebble and the Penguin (bra: O Cristal e o Pinguim) é um filme de animação hiberno-estadunidense de 1995, do gênero comédia dramático-aventuresca-musical, dirigido por Don Bluth e Gary Goldman, com roteiro de Rachel Koretsky e Stephen Whitestone inspirado nos rituais de acasalamento dos pinguins-de-adélia.

## Elenco (vozes)
- Martin Short - Hubie
- Annie Golden
- James Belushi
- Tim Curry - Drake
- Philip L. Clarke
- Frank Welker
- Alissa King
- Stevie Vallance
- Will Ryan
- Neil Ross
- Stan Jones
- S. Scott Bullock
- Shani Wallis
- B.J. Ward
- Hamilton Camp
- Angeline Ball
- Kendall Cunningham
- Maggie Roswell